# ICE Sprinter

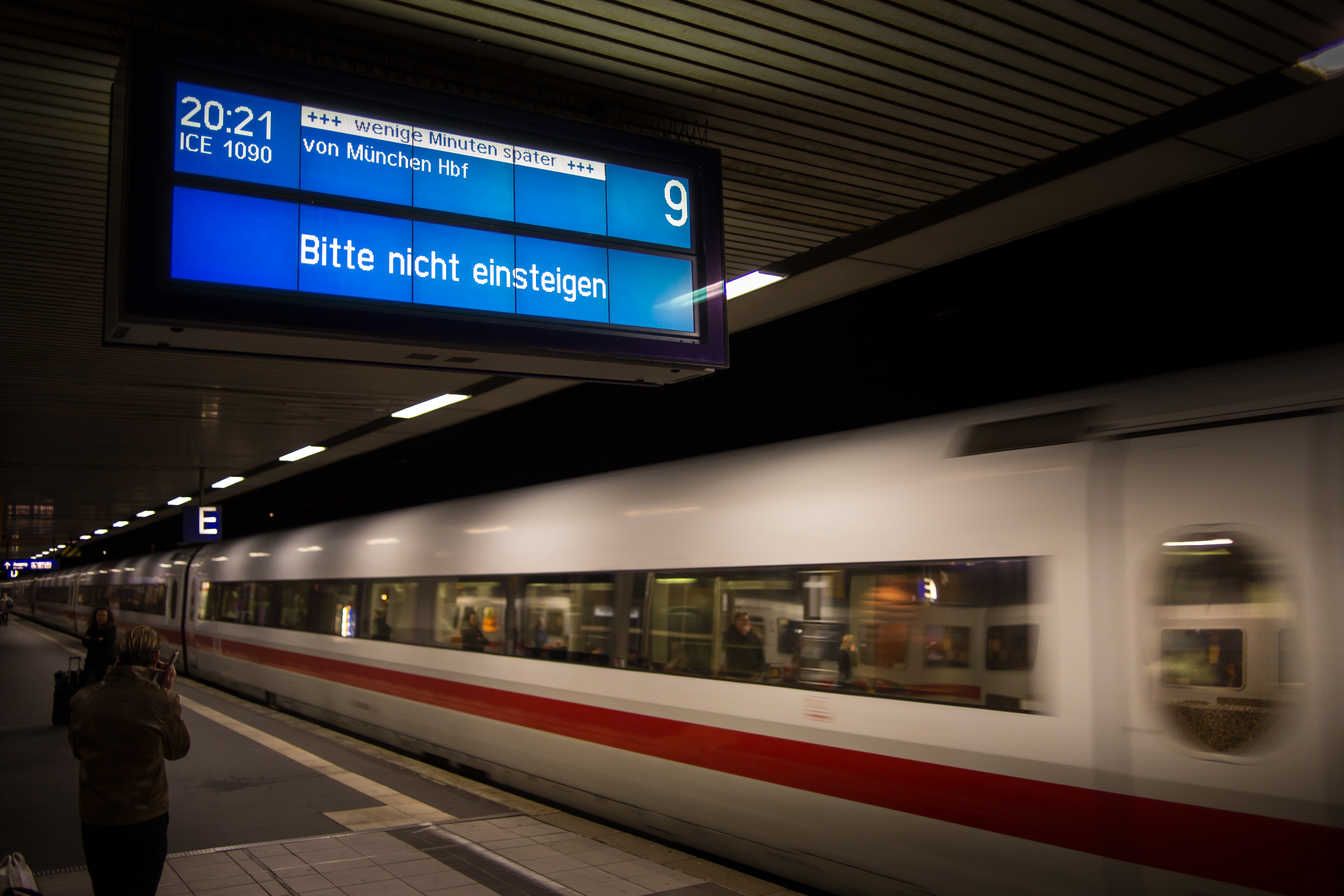
Egy ICE-Sprinter Hannoverben

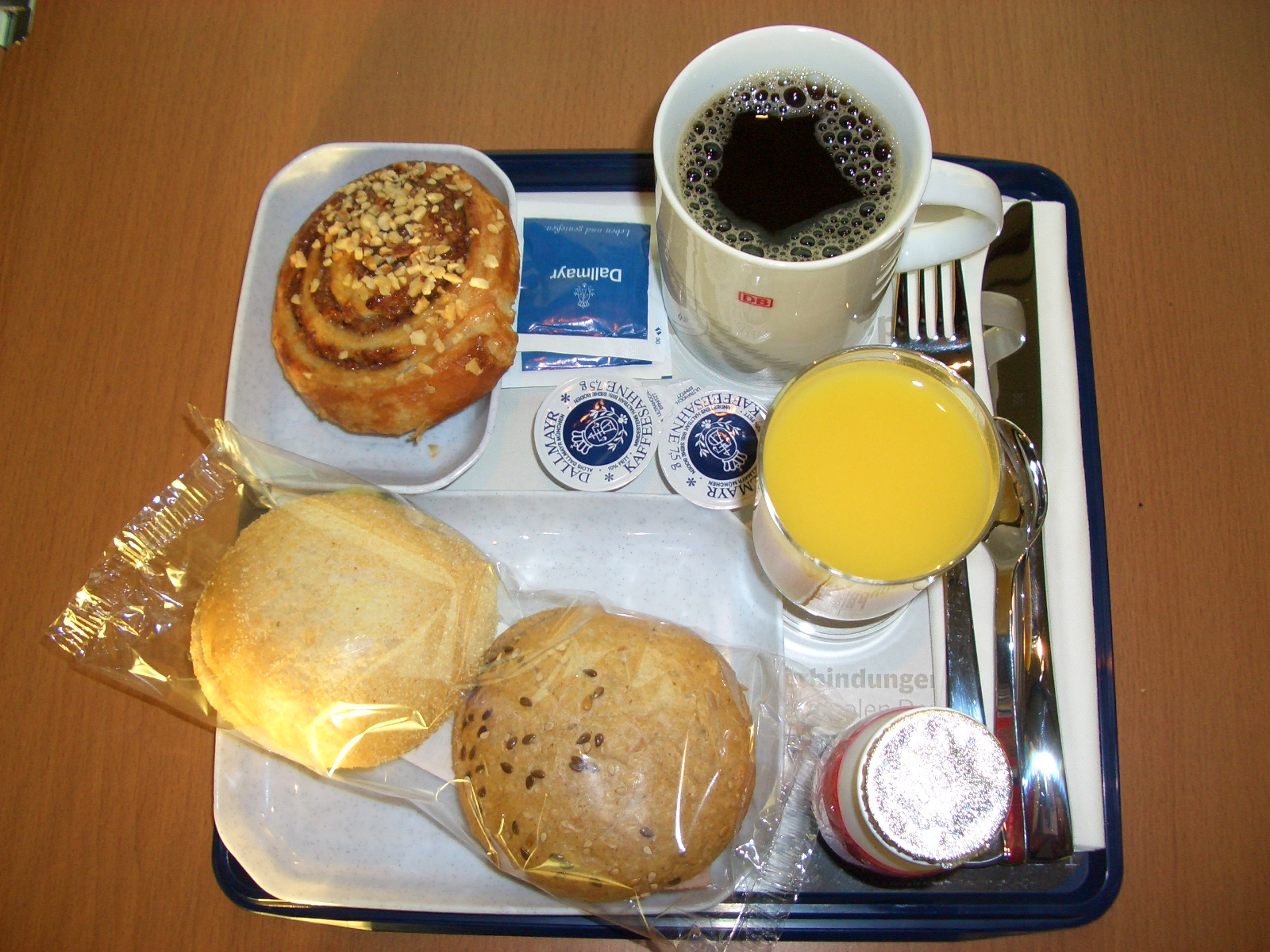
Reggeli az első osztályon

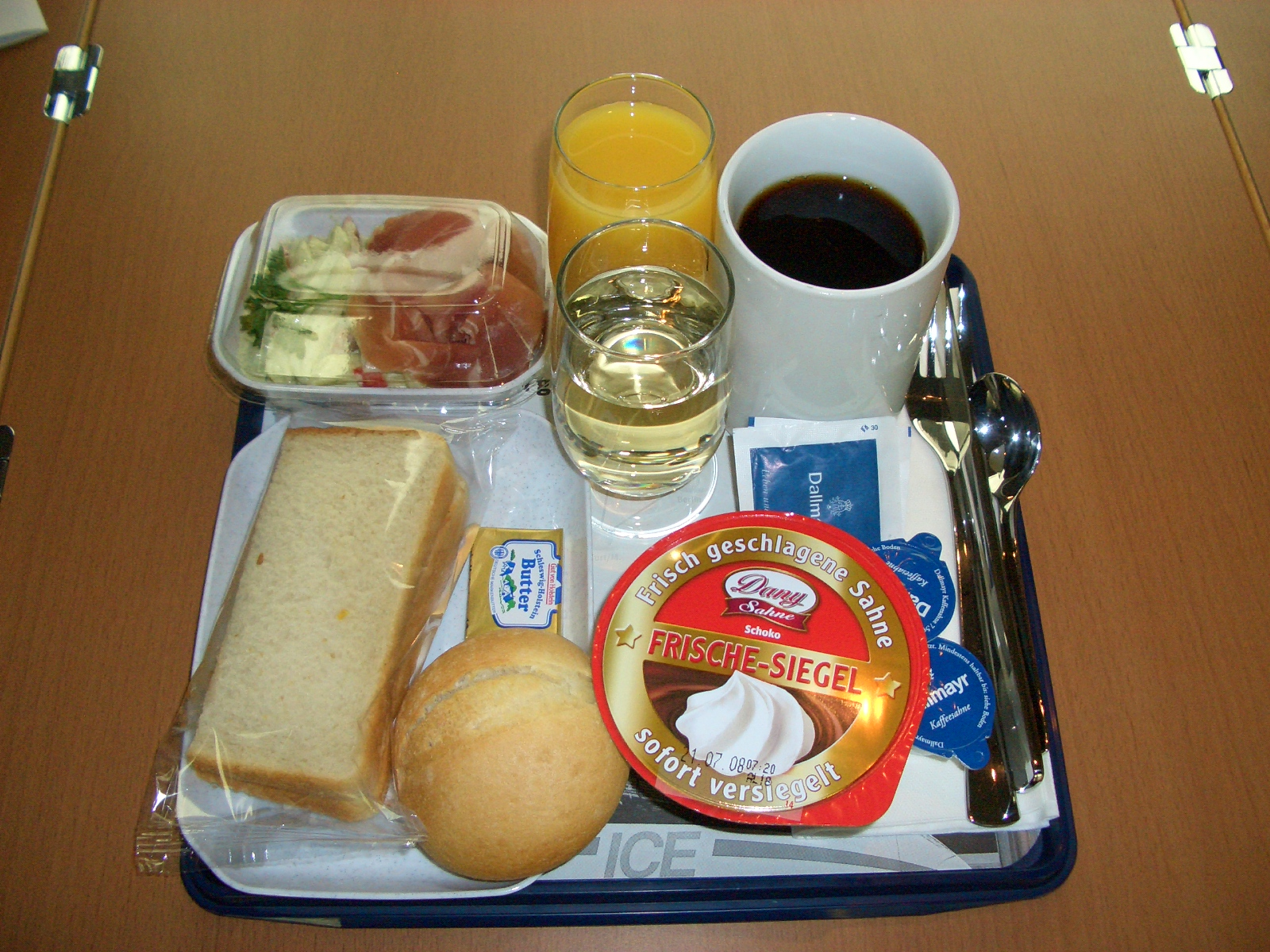
Vacsora az első osztályon

Az ICE Sprinter (ismert még mint Shuttle-ICE a Deutsche Bahn távolsági járattípusa, olyan ICE járat, mely a két végállomása között sehol vagy csak jóval kevesebb helyen áll meg. Az ICE Sprinterek járművei azonosak az ICE hálózat járműveivel, egyedül a jegyárakban, a megállások számában és néhány fedélzeti szolgáltatásban térnek csak el. Ezek a járatok a német vasúthálózat leggyorsabb járatai.
Az első járat 1992-ben indult el.

## Járatok
Az alábbi táblázat a 2017/2018-as menetrend ICE-Sprinter járatait tartalmazza:
| Vonatszám                                | Járatszám | Útvonal                                                        | Megjegyzés                                                         |
| ---------------------------------------- | --------- | -------------------------------------------------------------- | ------------------------------------------------------------------ |
| 1000, 1004, 1008                         | 29        | München – Nürnberg – Erfurt – Halle – Berlin Südkreuz – Berlin | részben tovább Berlin-Gesundbrunnen felé                           |
| 1001, 1005, 1009                         | 29        | Berlin – Berlin Südkreuz – Halle – Erfurt – Nürnberg – München | egy része Berlin Gesundbrunnen felől                               |
| 1094                                     | 4         | Frankfurt – Kassel-Wilhelmshöhe – Hannover – Hamburg – Kiel    | Stuttgartból Mannheim és Frankfurt Flughafen állomásokon keresztül |
| 1097                                     | 4         | Hamburg – Hannover – Kassel-Wilhelmshöhe – Frankfurt           | tovább Darmstadt felé                                              |
| 1098                                     | 1         | Köln – Düsseldorf – Duisburg – Essen – Hamburg                 |                                                                    |
| 1099                                     | 1         | Hamburg – Essen – Duisburg – Düsseldorf – Köln                 |                                                                    |
| 1533, 1535, 1537, 1539, 1631, 1633, 1635 | 15        | Frankfurt – Erfurt – Halle – Berlin Südkreuz – Berlin          |                                                                    |
| 1536, 1538, 1630, 1632, 1634, 1636, 1638 | 15        | Berlin – Berlin Südkreuz – Halle – Erfurt – Frankfurt          |                                                                    |
| 1598                                     | 13        | Frankfurt – Berlin-Spandau – Berlin – Berlin Ostbf             | Wolfsburgon keresztül                                              |